# Franz Menges
Pour les articles homonymes, voir Menges.
Franz Menges (né le 29 mai à Obersiebenbrunn et mort le 5 avril 2014) est un historien allemand, auteur et rédacteur en chef de la Neue Deutsche Biographie (NDB).

## Biographie
Après avoir obtenu son diplôme d'études secondaires en 1962 à Ulm, Franz Menges étudie l'histoire, l'histoire de l'art, l'allemand et les sciences politiques à Fribourg-en-Brisgau, Bonn et Munich. En 1970, il reçoit son doctorat summa cum laude. Dans le cadre d'une bourse de recherche à Paris et à Vienne, il est en contact avec l'Institut historique allemand. À Munich, il est assistant de recherche aux Archives d'État de Munich et organise la succession de Franz Schnabel. Il est également chargé de cours à l'Institut d'histoire bavaroise de l'Université Louis-et-Maximilien de Munich.
En 1974, il devient éditeur spécialisé de l'ouvrage biographique de base de la Neue Deutsche Biographie, qui est publié par l'Académie bavaroise des sciences. En 1996, Menges devient rédacteur en chef de la Neue Deutsche Biographie. Il présente un nouveau volume tous les deux ans, avec 850 articles d'environ 500 auteurs. Il est membre de la commission historique de l'Académie bavaroise des sciences à Munich. Il prend sa retraite le 31 mai 2006. 
Menges est membre fondateur et de 1990 à 1996 membre honoraire du conseil d'administration de l'école de musique de Grünwald près de Munich.
En 1978, Franz Menges est nommé chevalier de l'Ordre du Saint-Sépulcre de Jérusalem par le cardinal Grand Maître Maximilien de Furstenberg et le 9 décembre 1978 investi dans la cathédrale impériale Saint-Barthélemy par Franz Hengsbach, Grand prieur de la Lieutenance allemande. Il est en dernier lieu commandeur de l'Ordre.